# Плимптон-Вајоминг (Онтарио)
Плимптон-Вајоминг (енгл. Plympton-Wyoming) је градић у Канади у покрајини Онтарио. Према резултатима пописа 2011. у граду је живело 7.576 становника.

## Становништво
Према резултатима пописа становништва из 2011. у граду је живело 7.576 становника, што је за 0,9% више у односу на попис из 2006. када је регистровано 7.506 житеља.
| 2006. | 2011. |
| ----- | ----- |
| 7.506 | 7.576 |